# سابینا گادکی
سابینا گادکی (به انگلیسی: Sabina Gadecki) (زاده ۲۸ سپتامبر ۱۹۸۳) بازیگر و مدل آمریکایی است.
از کارهای معروف او می‌توان به بازی در فیلم‌های شگفت‌انگیز عجیب، دارودسته و به ویلیتس خوش آمدید اشاره کرد.